# Peruansk råtta
Peruansk råtta (Lenoxus apicalis) är en däggdjursart som först beskrevs av J. A. Allen 1900.  Lenoxus apicalis är ensam i släktet Lenoxus som ingår i familjen hamsterartade gnagare. IUCN kategoriserar arten globalt som livskraftig. Inga underarter finns listade.
Denna gnagare förekommer i Anderna i sydöstra Peru och nordvästra Bolivia. Den vistas där mellan 1100 och 2500 meter över havet. Habitatet utgörs av fuktiga skogar med ett tjockare täcke av nedfallen löv. Peruansk råtta undviker odlade områden och människans samhällen.
Arten liknar vanliga råttor (Rattus) i utseende men det finns inget nära släktskap mellan dessa gnagare. Individerna når en kroppslängd (huvud och bål) av 15 till 17 cm och svansen blir lika lång eller något längre. Pälsen har på ryggen en svartgrå färg som blir ljusare vid sidorna. Buken är gråbrun till ljusgrå. Kännetecknande är den vita spetsen vid den annars brunaktiga svansen.